# Conistra auronigra
Conistra auronigra là một loài bướm đêm trong họ Noctuidae.